# Jan Willem Hees
Jan Willem Hees (Hengelo, 18 februari 1913 – Hilversum, 12 mei 1989) was een Nederlands marineofficier en acteur.

## Marine
Hees werd in 1913 geboren in het Overijsselse Hengelo. In 1931 begon hij zijn loopbaan bij de Koninklijke Marine als adelborst op het Koninklijk Instituut voor de Marine in Den Helder, samen met onder andere de latere minister-president Piet de Jong. Toen regisseur Ludwig Berger begin 1940 marine-officieren zocht om een rol te spelen in zijn film Ergens in Nederland meldde Hees zich aan en werd gecast als instructie-officier. Na de première kreeg hij lovende kritieken in de krant vanwege zijn natuurlijke optreden.
Na de oorlog werd Hees geplaatst in Soerabaja, waar hij onder meer eerste officier van Vliegkamp Morokrembangan was. Hij sloot zijn militaire loopbaan af als kapitein-luitenant-ter-zee.

## Acteur
Hees is vooral bekend geworden door de rol van Opa Flodder uit de film Flodder (1986). Hij speelde ook kleine rollen in Pervola, sporen in de sneeuw (1985), Abel (1986) en Mijn vader woont in Rio (1989). In 1990 was hij nog te zien met een klein rolletje in de miniserie De Brug. Toen de serie werd uitgezonden was Hees al overleden.
Hees trouwde in 1948 met Josta Johanna van Davelaar (1922-2013), met wie hij drie kinderen kreeg. Hij overleed in mei 1989 en werd begraven in 's-Graveland. Zijn rol als opa Flodder werd overgenomen door Herman Passchier.

### Filmografie
- De Brug (Miniserie, 1990) – Jentje
- Mijn vader woont in Rio (1989) – Grafredenaar
- Flodder (1986) – Opa Flodder
- Abel (1986) – Oude fietser
- Pervola, sporen in de sneeuw (1985) – Vader Van Oyen
- Ergens in Nederland (1940) – Instructie-officier